# Universidad de Atacama
La Universidad de Atacama es una universidad pública y tradicional del Estado de Chile, integrante del Consorcio de Universidades Estatales de Chile, y al Consejo de Rectores de las Universidades Chilenas, siendo también partícipe de la Agrupación de Universidades Regionales de Chile. Su Casa Central se encuentra en Copiapó, Región de Atacama, Chile. Además posee sedes en Santiago, Vallenar y Caldera.
Actualmente se encuentra acreditada por la Comisión Nacional de Acreditación (CNA-Chile) por un período de 4 años (de un máximo de 7), desde agosto de 2021 hasta agosto de 2025.Figura en la posición 30 dentro de las universidades chilenas según la clasificación webométrica SCImago Institutions Rankings (SIR) 2024.Está en la posición 27 según el ranking de Webometrics 2024.

## Historia
La Universidad de Atacama fue fundada el año 1981, tras el proceso de descentralización de la Universidad Técnica del Estado.
Sus inicios se remontan a 1857, cuando se fundó la Escuela de Minas de Copiapó conformada por académicos de primer nivel traídos muchos de ellos directamente de Europa. La idea inicial del gobierno chileno era emular en Copiapó a la École nationale supérieure des mines de Paris pero finalmente se optó por la contratación principalmente de académicos alemanes, especialmente de la Universidad de Freiberg, por ser la institución especializada en minería más antigua de Europa y según algunos del mundo, además de ser la más prestigiosa por su nivel de exigencia y preparación.
Por sus aulas pasó como académico durante el siglo XIX Valentín Letelier, futuro rector de la Universidad de Chile, quien impresionado por el nivel de exigencia y rigor impuesto por los alemanes, decidió años después especializarse en Alemania y ampliar desde la Universidad de Chile la aplicación de este modelo, aún vigente en la Universidad de Atacama, continuadora legal e histórica de la Escuela de Minas de Copiapó, a la cual posteriormente se le fusionó con la Escuela Normal de Copiapó, que fue fundada en 1905, formadora de muchas generaciones de Profesores de reconocida calidad. Hay que señalar que la Premio Nobel de Literatura de 1945 Gabriela Mistral estudió y se desempeñó como profesora en esta misma Escuela al inicio de su carrera pedagógica otro insigne de la Escuela Normal de Copiapó fue Luis Álamos más conocido como el Zorro Álamos dedicado al deporte llegando a ser un destacado entrenador de fútbol dirigiendo a la selección chilena de fútbol en los mundiales de 1966 y 1974.
Se señala que gracias a la Escuela Normal de Copiapó, se pudo chilenizar el norte grande conquistado en la Guerra del Pacífico, porque en ésta eran formados los profesores primarios necesarios para formar a las nuevas generaciones de "nuevos" chilenos.
De la fusión de Escuela de Minas y de la Escuela Normal nace la Universidad Técnica del Estado, Sede Copiapó, surge el Instituto Profesional de Atacama.
El 26 de octubre de 1981, mediante el D.F.L. N.º 37, se crea la corporación de derecho público y patrimonio propio denominada Universidad de Atacama, siendo su primer rector el ingeniero Vicente Rodríguez Bull (1981-1989), quien durante su rectorado echó las bases de desarrollo institucional de esta, debiendo sortear difíciles momentos políticos económicos y sociales que afectaban al Chile de la década de los ochenta.
Le sucedió el abogado Mario Maturana Claro (1989-1998)quien siguió con el plan de desarrollo creando nuevas carreras tales como Derecho, actualmente una de las carreras más importantes de la Universidad de Atacama. Posteriormente fue elegido en el cargo de Rector, el Decano de la Facultad de Ingeniería, don Mario Meza Maldonado para el periodo 1998-2002, quién por problemas de gestión debió dimitir. El siguiente rector en calidad de interino y designado con la finalidad de convocar a elecciones fue el integrante de la junta directiva Jorge Guerra Grifferos.
Para el periodo 2002-2006 fue elegido rector José Palacios Guzmán, quien ordenó las finanzas y dirigió la primera acreditación de la Universidad. En 2006 fue elegido Rector el Decano de la Facultad de Humanidades, profesor Juan Iglesias Díaz, quien gozaba de amplio prestigio en todos los estamentos de la UDA. En 2010 fue elegido Rector el Decano de la Facultad de Ingeniería, profesor Celso Arias Mora.
La Universidad de Atacama, como continuadora legal e histórica de la Universidad Técnica del Estado y de la Escuela de Minas de Copiapó, ha mantenido el nivel de exigencia de estas casas de estudios y la característica de ser una "universidad aplicada" (altamente especializada y con mucha práctica en un área, al estilo de las Écoles francesas), especialmente en lo que respecta a las carreras vinculadas a la minería.
Sin embargo, en los últimos años, y como una forma de adecuarse a los nuevos tiempos del sistema universitario chileno, ha rebajado el porcentaje de aprobación desde un 80% y 70% de la época de la Escuela de Minas de Copiapó y de la UTE a un 60% actual, exige también desde 1857 un 60% de asistencia obligatoria en todos los niveles, de no cumplirse el mínimo la reprobación es automática.
La Universidad de Atacama, junto a la Universidad de Santiago de Chile y la Universidad de Magallanes, son las únicas universidades herederas de la tradición de la Universidad Técnica del Estado, por cuanto la sede Copiapó (actual UDA), la sede Punta Arenas (actual UMag) y la Casa Central (actual Usach) no fueron fusionadas o integradas con otras universidades, al promulgarse en 1981 la nueva ley de universidades, la que disolvía a la UTE y creaba nuevas universidades regionales.

### Acontecimientos de 1984
El 5 de septiembre de 1984, los estudiantes de esta casa de estudios protestaban pacíficamente en contra de la dictadura militar del General Augusto Pinochet, siendo observados por un anillo de seguridad de Carabineros y el Ejército. Repentinamente, se escuchó una explosión (que se presume de dinamita en las minas-talleres de esta Universidad), lo que provocó la inmediata reacción del Ejército, cuyos efectivos entraron disparando a la casa de estudios, dejando un saldo de varios estudiantes muertos (oficialmente tres, extraoficialmente entre cinco y siete), y numerosos heridos. El Ejército descargó sus fusiles contra los cerros adyacentes como forma de amedrentar, finalizando con un allanamiento masivo del recinto universitario en represalia por la muerte en esos mismos hechos de un teniente de Ejército quien era agente de la CNI infiltrado como estudiante de Ingeniería Civil en Minas. Se cree que este teniente murió por balas militares.[cita requerida]
Gracias a la intervención del Rector Vicente Rodríguez Bull, las fuerzas policiales y militares abandonaron el recinto universitario. Pese a ello, Rodríguez pudo continuar su mandato como Rector porque, pese a ser designado por la dictadura, gozaba de amplio prestigio por ser un rector académico y de la propia casa de estudios y no un Rector militar delegado, su prestigio se fundó además en no excluir a nadie por sus ideas políticas.
Hoy varias calles internas de esta Universidad llevan los nombres de los estudiantes fallecidos este día y la Biblioteca Central de la Universidad de Atacama recuerda al hoy fallecido ex Rector Vicente Rodríguez Bull.

## Organización: Facultades, Carreras y Sedes
La Universidad de Atacama cuenta con sedes en Vallenar, en Caldera, sede administrativa y del Instituto de Minas y Aguas, además de su Casa Central en Copiapó. 

#### Facultad de Ciencias Jurídicas y Sociales
Creada en 1994, entra en funciones al año siguiente. En un comienzo sus académicos eran de primer orden a nivel nacional. Sin embargo, a partir del año 2005 cuenta con académicos jóvenes, como una manera de formar un cuerpo académico propio.
Imparte las programas académicos de:
- Derecho
- Trabajo Social

#### Facultad de Ciencias Naturales
Fue creada en 1998, a partir de los Departamentos de Química, Biología y Física.
En esta facultad nació el departamento de Enfermería que se separó como departamento propio en 2012 y desde 2014 forma parte de la nueva Facultad de la Salud, ubicada en el Campus Cordillera.

#### Facultad de Humanidades y Educación
Heredera y continuadora de la tradicional y prestigiosa Escuela Normal de Copiapó.
Imparte los programas académicos de:
- Licenciatura en Educación y Pedagogía en Educación Física
- Licenciatura en Educación y Pedagogía en Educación General Básica
- Licenciatura en Educación y Pedagogía en inglés
- Licenciatura en Educación y Pedagogía en Educación Parvularia
- Licenciatura en Idioma Inglés y Título Profesional de Traductor Inglés-Español
- Licenciatura en Psicología y Psicología

#### Facultad de Ingeniería
Fue creada junto con la Universidad de Atacama, en 1981. Continuadora de la Escuela de Minas de Copiapó y de la UTE, Sede Copiapó, imparte los programas académicos de:
- Geología
- Ingeniería Civil en Minas
- Ingeniería Civil en Metalurgia

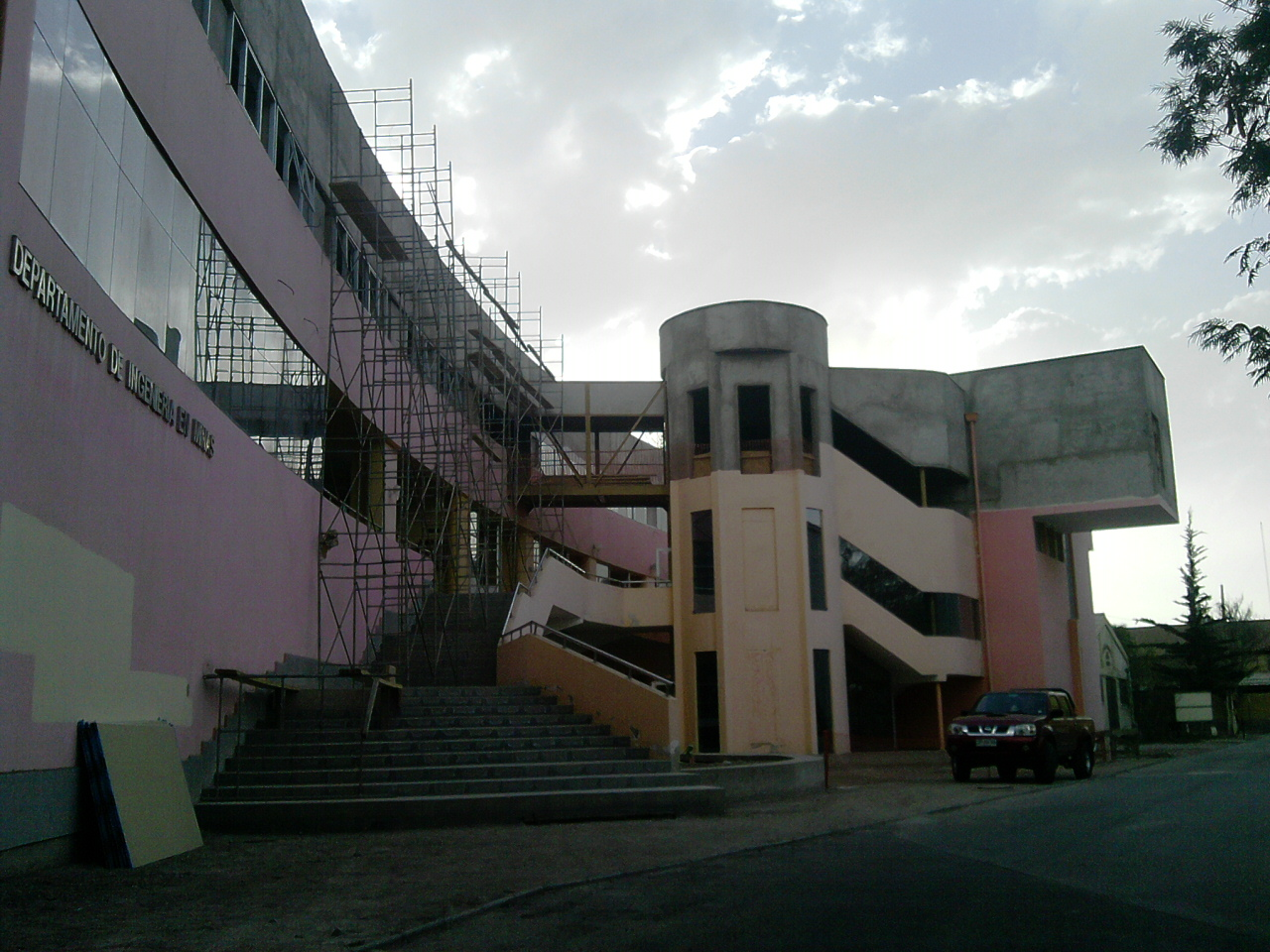
Departamento de Ingeniería en Minas, en proceso de ampliación.

- Ingeniería Civil en Computación e Informática
- Ingeniería Civil Industrial
- Ingeniería Civil en Mecánica
- Ingeniería Civil en Electricidad
- Ingeniería Civil en Electrónica
- Ingeniería Comercial
- Ingeniería de Ejecución en Minas
- Ingeniería de Ejecución en Metalurgia
- Ingeniería de Ejecución en Computación e informática
- Ingeniería de Ejecución Industrial

#### Facultad de Ciencias de la Salud
Creada en diciembre de 2013, esta facultad nace con tres nuevos departamentos, más el departamento de Enfermería que es traspasado desde la Facultad de Ciencias Naturales. La Facultad está emplazada en el Campus Cordillera de la Universidad.
Imparte los programas académicos de:
- Kinesiología
- Obstetricia y Puericultura
- Nutrición y Dietética
- Enfermería

#### Facultad de Medicina
Creada en el año 2018, gracias al apoyo del Gobierno Regional. Nace a partir de la necesidad de formar médicos en la región, una de las con mayor déficit de médicos en Chile. La Facultad cuenta con un campus propio en la Universidad.
Imparte los programas académicos de:
- Medicina

#### Centro Internacional Minero Benjamín Teplizky
Llamado también Centro de Formación Técnica UDA, surge en 1992 con la propuesta de la Universidad de Atacama (en calidad de miembro del Consorcio Universitario de la Macro Zona Norte de Chile, compuesto por las universidades de Tarapacá, Arturo Prat, Antofagasta, Católica del Norte y La Serena), cuyo primer objetivo fue poner en funcionamiento el 1.er Taller de Tecnología en la Minería, organizado por el Ministerio de Minería de Chile, la que contemplaba la formación de recursos humanos a nivel de pregrado, post-título, capacitación de técnicos, expertos y prácticos del sector de la pequeña y mediana minería, incluyendo la minería artesanal.
Las universidades que conformaron el Consorcio de la Macrozona Norte, acordaron que el Centro funcionaría sólo en la Universidad de Atacama, con la participación vía convenios de la Sociedad Nacional de Minería, el Servicio Nacional de Minería y Geología (SERNAGEOMIN) y la Empresa Nacional de Minería (ENAMI).
Obtuvo el Reconocimiento Oficial mediante Decreto N.º 355 del Ministerio de Educación, de fecha 14 de septiembre de 2000, e inició actividades académicas en marzo del año 2001 con la carrera Técnico de Nivel Superior en Geominería.
Forma parte de la Red de Centros de Formación de Técnicos de Nivel Superior creados por las Universidades Regionales pertenecientes al Consejo de Rectores de las Universidades Chilenas.
Imparte los programas de:
- Geominería
- Instrumentación Industrial
- Mantenimiento Eléctrica
- Mantenimiento Mecánica De Equipos Pesados
- Mantenimiento Mecánica Industrial
- Soldadura Industrial

#### Instituto Tecnológico de la UDA
Imparte los programas de:
- Tecnólogo en Mantenimiento Mecánico
- Tecnólogo en Electricidad
- Tecnólogo en Metalurgia
- Construcción Civil
- Tecnólogo en Instrumentación y Automatización Industrial
- Tecnólogo en Administración de Empresas
- Tecnólogo en Informática
- Técnico Universitario Auditor Contable y Tributario
- Técnico Universitario en Energías Renovables y Eficiencia Energética
- Técnico Universitario en Minas
- Técnico Universitario en Metalurgia
- Técnico Universitario en Prevención de Riesgos

#### Universidad de Atacama sede Vallenar[12]
Cuenta con la siguiente oferta académica:
- Ingeniería de ejecución en administración de empresas
- Ingeniería de ejecución en mantenimiento industrial
- Ingeniería de ejecución en minas
- Ingeniería de Ejecución en Instrumentación y Automatización Industrial
- Técnico Universitario en administración de empresas
- Técnico Universitario en Asistente de Geología
- Técnico Universitario en Automatización Industrial
- Técnico Universitario en Metalurgia
- Técnico Universitario en Minas
- Técnico Universitario en Prevención de Riesgos
- Técnico Universitario en Asistencia Judicial

## Rectores de la Universidad de Atacama
| Nombre                   | Período   | Observaciones                                                                   |
| ------------------------ | --------- | ------------------------------------------------------------------------------- |
| Vicente Rodríguez Bull   | 1981-1989 | Designado por la dictadura militar.                                             |
| Mario Maturana Claro     | 1989-1998 | Rector elegido de acuerdo al Estatuto Orgánico vigente.                         |
| Mario Meza Maldonado     | 1998-2002 | Rector elegido de acuerdo al Estatuto Orgánico vigente. No completó su período. |
| Jorge Guerra Grifferos   | 2002      | Rector Interino. Asumió funciones tras la renuncia de su predecesor.            |
| José Palacios Guzmán     | 2002-2006 | Rector elegido de acuerdo al Estatuto Orgánico vigente.                         |
| Juan Iglesias Díaz       | 2006-2010 | Rector elegido de acuerdo al Estatuto Orgánico vigente.                         |
| Celso Arias Mora         | 2010-2014 | Rector elegido de acuerdo al Estatuto Orgánico vigente.                         |
| Celso Arias Mora         | 2014-2018 | Rector elegido de acuerdo al Estatuto Orgánico vigente.                         |
| Celso Arias Mora         | 2018-2022 | Rector elegido de acuerdo al Estatuto Orgánico vigente.                         |
| Forlín Aguilera Olivares | 2022-2026 | Rector elegido de acuerdo al Estatuto Orgánico vigente.                         |

## Egresados destacados
Los profesionales egresados de esta casa de estudios gozan de prestigio dentro de sus respectivas áreas dada la sólida y exigente formación recibida. Incluso en el área minera, donde la UDA presenta un nivel de excelencia, sus egresados se encuentran repartidos por los cinco continentes. En cuanto a las otras áreas, Pedagogía está sólidamente asentada en la macrorregión norte, y Derecho goza de prestigio en lo referente al Derecho Público y Administrativo, incluso muchos de sus egresados ya se desempeñan en esta área, lo cual es meritorio, considerando la corta existencia de esta facultad.
Desde 1857 han egresado desde sus aulas personas que se han destacado en diversos áreas, entre los que se destacan:
- Enrique Aguirre Pinto, exdiputado de la República.
- Luis Álamos Luque, Director Técnico de Chile en las Copas del Mundo de Fútbol de 1966 y 1974.
- Ricardo García Posada, exgerente general de CobreSalvador (actual división El Salvador de Codelco), ejecutado político por la Caravana de la Muerte en 1973.
- Ximena Matas Quilodrán, exintendenta de la Región de Atacama (2010-2012).
- Héctor Olivares Solís, exdiputado de la República.
- Rubén Soto Gutiérrez, exdiputado de la República.
- Ángel Custodio Vásquez, exsenador de la República.
- Carlos Vilches Guzmán, exdiputado de la República.

## Radio Universitaria
En 1947, la aún Escuela de Minas de Copiapó elaboró un proyecto de radioemisora para esta casa de estudios. Dos años después, y ya siendo la Universidad Técnica del Estado (UTE), comenzó a funcionar una emisora experimental en amplitud modulada (AM), pero teniendo limitado alcance. En enero de 1974 inicia formalmente sus transmisiones la Radio de la Universidad Técnica del Estado sede Copiapó, a través de la banda de amplitud modulada. La Radio UTE llegó a ser una de las principales cadenas radiales a nivel nacional, por su amplia cobertura (casi todo el territorio chileno) y la calidad de su programación.[cita requerida] Sin embargo, después de 1981 y con la disolución de la Universidad Técnica del Estado y la creación de universidades regionales, tales como la Universidad de Atacama, la emisora de la UTE sede Copiapó pasó a denominarse Radio Universidad de Atacama, emitiéndose por AM y FM, pero posteriormente abandonando la primera, ya que económicamente era inviable dado que la señal se perdía en la inmensidad del Desierto de Atacama, en el cual no vive nadie en cientos de kilómetros a la redonda, privilegiándose por ello la banda FM (96.5 MHz en Copiapó), que se focaliza en las ciudades y centros poblados con mucho mejor audio.
Actualmente, la Radio Universidad de Atacama cuenta con modernos equipos de gran calidad, y ha suscrito convenios con importantes radioemisoras mundiales tales como la BBC de Londres, Radio Francia Internacional, y otras radios universitarias tanto de Chile como del extranjero.

## Acreditación Institucional
La Universidad de Atacama se encuentra acreditada institucionalmente por la Comisión Nacional de Acreditación, por un período de cuatro años (desde agosto de 2021 hasta agosto de 2025). Además, se encuentran acreditadas todas las carreras del área educación, además de la carrera de Derecho, Ingeniería en Minas, Metalurgia, Ingeniería Civil Informática y Medicina. Las demás carreras se encuentran en proceso de autoevaluación.